# Pancorbo (kommunhuvudort)
Pancorbo är en kommunhuvudort i Spanien. Den ligger i provinsen Provincia de Burgos och regionen Kastilien och Leon, i den norra delen av landet, 250 km norr om huvudstaden Madrid. Pancorbo ligger 641 meter över havet och antalet invånare är 463.
Terrängen runt Pancorbo är kuperad åt nordost, men åt sydväst är den platt. Runt Pancorbo är det mycket glesbefolkat, med 6 invånare per kvadratkilometer. Närmaste större samhälle är Miranda de Ebro, 14,7 km öster om Pancorbo. Trakten runt Pancorbo består till största delen av jordbruksmark.